# Liangdynastin
Liangdynastin (梁朝; Liáng cháo) var en historisk kinesisk stat år 502 till 557, och den tredje av de södra dynastierna under perioden De sydliga och nordliga dynastierna.
Dynastin bildades efter ett militärt övertagande efter att guvernören Xiao Yan (Liang Wudi) erövrat Södra Qidynastins huvudstad, och bytte namn på nationen till Liang.
Kejsar Liang Wudi lyckades hålla fred, och behålla makten i 48 år. Han förespråkade buddhismen och byggde många tempel, varefter buddhismen fick ett uppsving i södra Kina, och speciellt för överklassen. Handeln ökade mot ekonomin förbättrades kring Yangtzefloden varefter kuststäderna växte.
I slutet av Liang Wudis regenttid blev det oroligheter och 548 hotades huvudstaden Nanjing av rebeller. Liangdynastin hotades även av militära attacker från Västra Weidynastin. Det utbröt inbördeskrig, och Liangdynastin varade till 557 då Chen Baxian tog makten som Chen Wudi och etablerade Chendynastin.

## Regentlängd
| Nr | Postumt namn              | Tempelnamn   | Regeringstid | Personnamn           | Regeringsperiod | Not                    |
| -- | ------------------------- | ------------ | ------------ | -------------------- | --- | ---------------------- |
| 1  | Liang Wudi 梁高祖         | Gaozu 太祖   | 502 ↓ 549    | Xiao Yan 蕭衍        | Tianjian 天監 502–519 Putong 普通 520–526 Datong 大通 527–528 Zhongdatong 中大通 529–534 Datong 大同 535–545 Zhongdatong 中大同 546 Taiqing 太清 547–549 | dynastins grundare     |
| 2  | Liang Jianwendi 梁簡文帝  | Taizong 太宗 | 549 ↓ 550    | Xiao Wang 蕭網       | Dabao 大寶 550 | son till Liang Wudi.   |
| 3  | Prinsen av Yuzhang 豫章王 |              | 550          | Xiao Dong 蕭棟       | Tianzheng 天正 551 |                        |
| 4  | Prinsen av Wuling 武陵王  |              | 552          | Xiao Ji 蕭紀         | Tianzheng 天正 (II)551 |                        |
| 5  | Liang Yuandi 梁元帝       | Shizu 世祖   | 552 ↓ 554    | Xiao Yi 蕭繹         | Chengsheng 承聖 552–553 Tianzheng 天正 553 Chengsheng 承聖 554                                                                                           | bror till Liang Wudi.  |
| 6  | Hertig av Zhenyang 貞陽侯 |              | 555          | Xiao Yuanming 蕭淵明 | Tiancheng 天成 555 |                        |
| 7  | Liang Jingdi 梁敬帝       |              | 555 ↓ 557    | Xiao Fangzhi 蕭方智  | Shaotai 紹泰 555 Taiping 太平 556–557 | son till Liang Yuandi. |